# Paul Weller (album)
Paul Weller je první sólové album Paula Wellera.

## Seznam skladeb
Autorem všech skladeb je Paul Weller, pokud není uvedeno jinak.
| Pořadí | Název                                    | Délka |
| ------ | ---------------------------------------- | ----- |
| 1.     | Uh Huh Oh Yeh                            | 3:13  |
| 2.     | I Didn't Mean to Hurt You                | 3:27  |
| 3.     | Bull-Rush                                | 4:43  |
| 4.     | Round and Round                          | 4:25  |
| 5.     | Remember How We Started                  | 3:44  |
| 6.     | Above the Clouds                         | 4:13  |
| 7.     | Clues                                    | 4:24  |
| 8.     | Into Tomorrow                            | 3:07  |
| 9.     | Amongst Butterflies                      | 3:13  |
| 10.    | The Strange Museum (Weller, Mick Talbot) | 3:17  |
| 11.    | Bitterness Rising                        | 3:53  |
| 12.    | Kosmos                                   | 11:57 |

## Obsazení
- Paul Weller – baskytara, kytara, klávesy, perkuse, zpěv
- Dr. Robert – baskytara, kytara, klávesy, perkuse, zpěv
- Jacko Peake – flétna, saxofon, doprovodné vokály
- Steve White – bicí, perkuse
- Carleen Anderson – doprovodné vokály
- Camelle Hinds – doprovodné vokály
- Dee C. Lee – doprovodné vokály